# GJB5
GJB5‏ (Gap junction protein beta 5) هوَ بروتين يُشَفر بواسطة جين GJB5 في الإنسان.